# IC 854
IC 854 је спирална галаксија у сазвјежђу Береникина коса која се налази на листи објеката дубоког неба у Индекс каталогу.
Деклинација објекта је + 24° 34' 39" а ректасцензија 13h 9m 49,9s. Привидна величина (магнитуда) објекта IC 854 износи 14,2 а фотографска магнитуда 15,0. IC 854 је још познат и под ознакама MCG 4-31-11, CGCG 130-14, KUG 1307+248, IRAS 13074+2450, PGC 45664.